# 大阪狭山市立南第二小学校
大阪狭山市立南第二小学校（おおさかさやましりつみなみだいにしょうがっこう）は、大阪府大阪狭山市にある公立小学校。

## 沿革
- 1974年 大阪狭山市立南第一小学校（当時狭山町立）から分離開校
- 1987年 市制施行により現校名となる